# Teti-Pyramide

Grundriss des Pyramidenbezirks

Die Teti-Pyramide in Sakkara ist das Grabmal des ägyptischen Königs Teti, dem Begründer der 6. Dynastie und Nachfolger des Unas, dem letzten Herrscher der 5. Dynastie.

## Forschungsgeschichte
Eine erste Dokumentation der Pyramide führte 1839 John Shae Perring durch. Die Publikation erfolgte 1842 durch ihn selbst und durch Richard William Howard Vyse. Carl Richard Lepsius besuchte Sakkara während seiner Ägypten-Expedition 1842–1846 und dokumentierte zwischen Dezember 1842 und Mai 1843 die dortigen Ruinen. Die Teti-Pyramide nahm er unter der Nummer XXX in seine Pyramiden-Liste auf. Gaston Maspero drang 1882 als erster in das Kammersystem vor. Die dort vorgefundenen Pyramidentexte wurden von Emil Brugsch, Urbain Bouriant und Charles Wilbour kopiert.
Systematische Grabungen im Umfeld der Pyramide begannen 1905 unter Leitung von James Edward Quibell. Diese dauerten zunächst bis 1908. Zwischen 1920 und 1924 wurde ein großer Teil des Totentempels von Cecil Mallaby Firth untersucht. Ab den 1950er Jahren fanden weitere Grabungen unter der Leitung von Sainte Fare Garnot, Philippe Lauer und Jean Leclant statt.

## Die Pyramide

### Der Oberbau
Der Bau entspricht einem Prototyp des späten Alten Reiches. Sie hat eine Basislänge von 150 Ellen (78,8 m) und mit einer Neigung von 53° 7' betrug die ursprüngliche Höhe der Pyramide etwa 100 Ellen (52,5 Meter). Sie ist damit etwa genauso groß wie die Pyramide von Djedkare oder die später gebauten Pyramiden von Pepi I. und Pepi II. Der Kern der Teti-Pyramide besteht aus fünf Stufen, die aus örtlich abgebautem Kalkstein errichtet und mit Geröll aufgefüllt wurden. Die Außenverkleidung bestand aus feinem Kalkstein unbekannter Herkunft.

### Die Nordkapelle

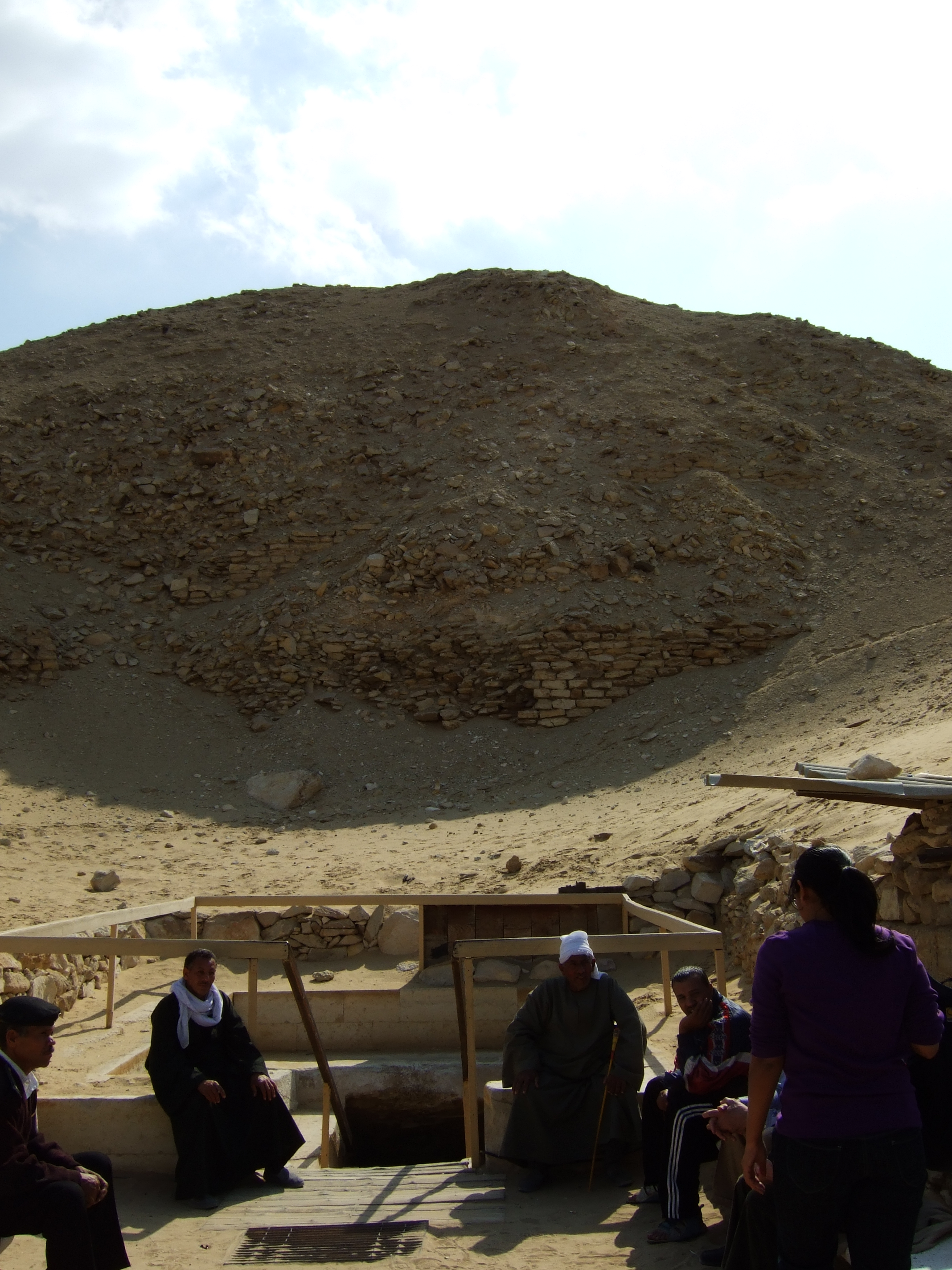
Der Eingang der Teti-Pyramiden mit den Überresten der Nordkapelle

Der auf Bodenhöhe befindliche Eingang liegt vor der Nordseite der Pyramide im gepflasterten Hof und wird von einer kleinen Nordkapelle umschlossen. Diese hat eine Länge von 7 Ellen (ca. 3,675 m) und eine Breite von 6 Ellen (ca. 3,15 m). An ihrer Südwand stand eine Stele aus Basalt.

### Das Kammersystem
Von der Kapelle aus führt ein am oberen Ende mit Rosengranit verkleideter Gang mit einem Gefälle von 22° und einer Länge von 17 m abwärts. Er mündet zunächst in eine kleine Gangkammer und verläuft dann etwa 25 m horizontal weiter. Auf halber Strecke befindet sich eine Blockiervorrichtung mit drei Fallsteinen aus Granit. Das Ende des waagerechten Gangs weist ebenfalls eine Verkleidung aus Rosengranit auf. Er mündet in eine Vorkammer, die sich direkt unter der Spitze der Pyramide befindet. Sie misst von Osten nach Westen 3,75 m und von Norden nach Süden 3,12 m. Nach Osten führt ein kurzer Gang in den Serdab. Dieser besitzt drei Nischen und hat eine Breite von 6,75 m sowie eine Länge von 3,07 m. An der Westwand der Vorkammer führt ein weiterer kurzer Gang in die Sargkammer. Diese misst 3,45 m × 7,90 m. Drei Schichten großer, schräg liegender Kalksteinbalken bilden die Decke sowohl der Vor- als auch der Sargkammer in Form einer Giebeldachkonstruktion. Im westlichen Teil der Grabkammer steht der aus Grauwacke gefertigte Sarkophag, welcher ebenso wie die Wände der Grab- und Vorkammer sowie der angrenzende Korridor mit Pyramidentexten verziert ist. Der Sarkophag ist recht gut erhalten, lediglich der Deckel wurde von Grabräubern stark beschädigt. Dem Sarkophag südöstlich vorgelagert ist eine kleine Grube im Fußboden, in welcher ursprünglich der Kanopenkasten stand. Vom ursprünglichen Begräbnis könnten Teile eines menschlichen Armes und eines Schulterblatts sowie ein kleines, mit den Namen von sieben heiligen Ölen beschriftetes Täfelchen aus Alabaster stammen, die im Schutt gefunden wurden, welcher die Grabkammer füllte.
Das Kammersystem ist weitgehend eine Kopie desjenigen der Unas-Pyramide. Die Anlage und die Maße der Räume sind weitgehend identisch, lediglich die Gänge sind aufgrund der größeren Grundfläche der Teti-Pyramide etwas länger geraten. Auffälligster Unterschied ist die Deckenkonstruktion, die sich wiederum an der Djedkare-Pyramide orientiert, wohingegen die Unas-Pyramide nur ein einfaches, statt ein dreifaches Giebeldach besitzt. Ein weiterer Unterschied ist, dass die Westwand der Grabkammer nicht mit Alabaster, sondern lediglich mit Kalkstein verkleidet ist. Zudem stellt die Übernahme von Pyramidentexten auf den Sarkophag eine Neuerung dar.

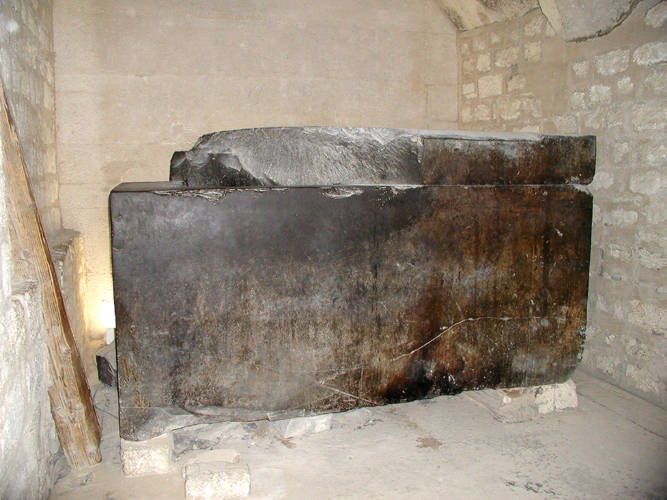
Grabkammer mit Sarkophag
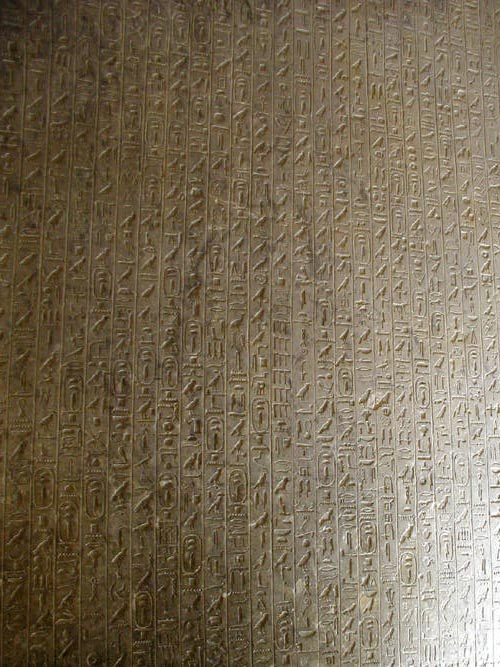
Pyramiden- texte
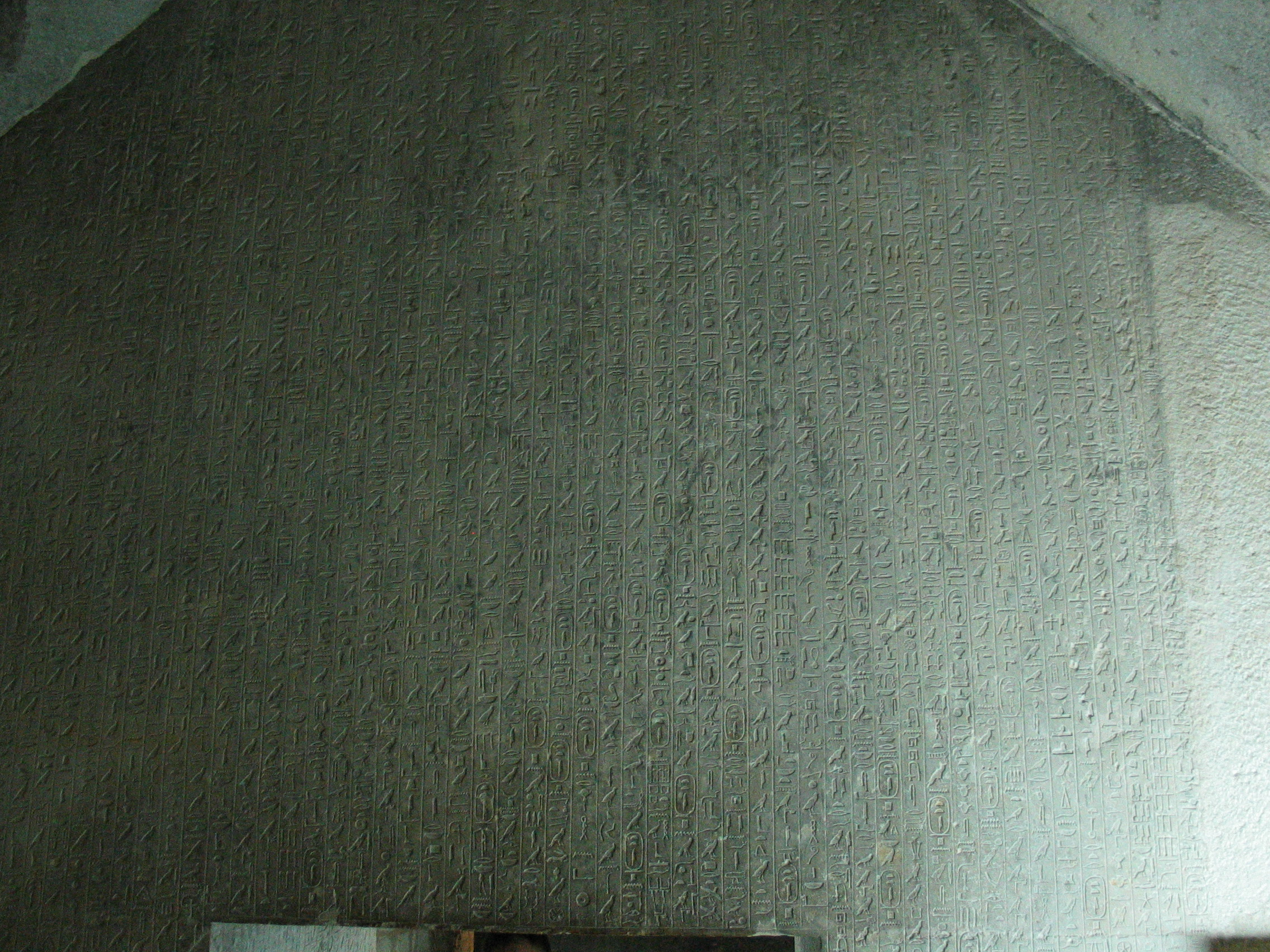
Pyramidentexte
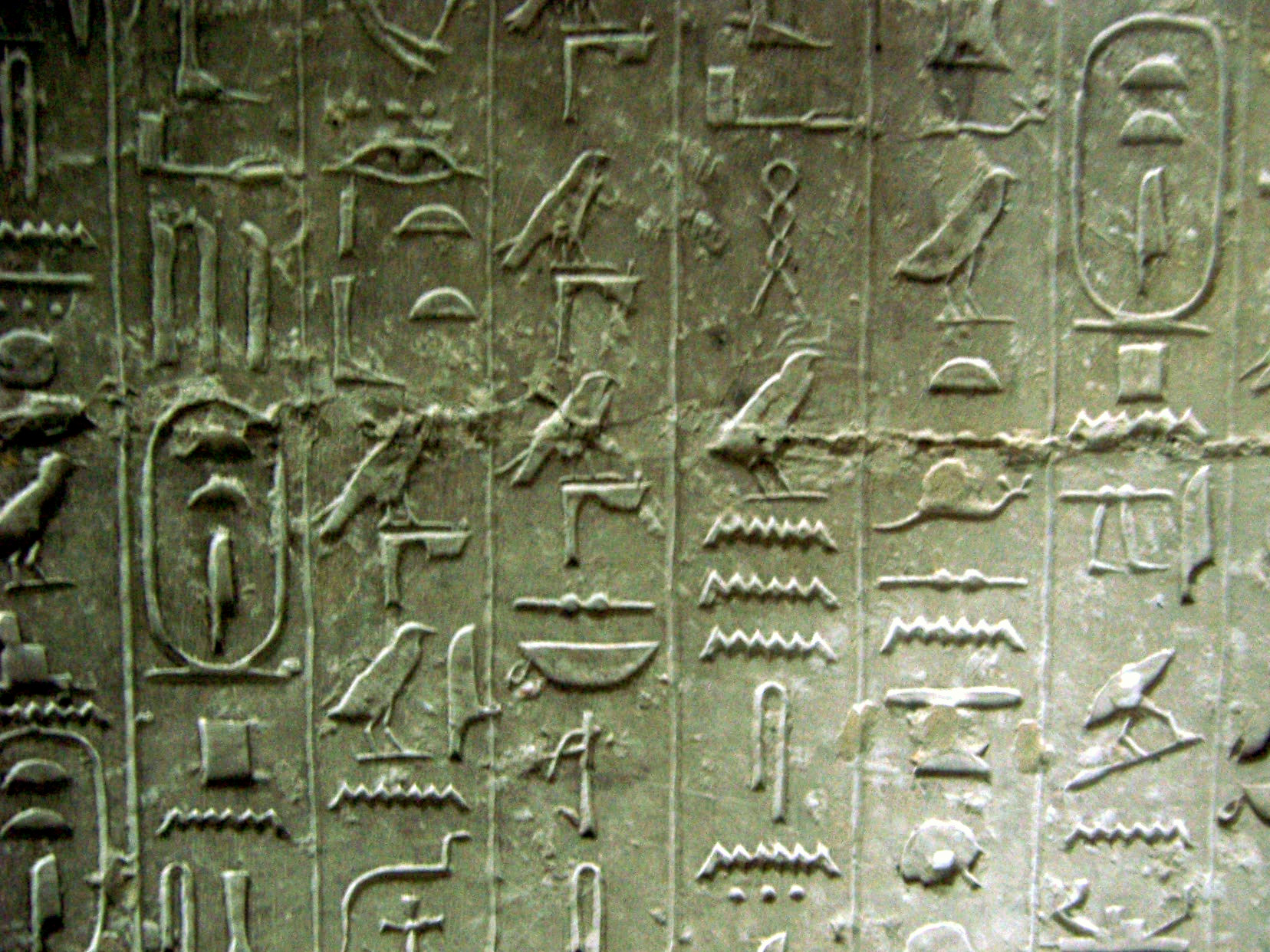
Pyramidentexte (Detailansicht)
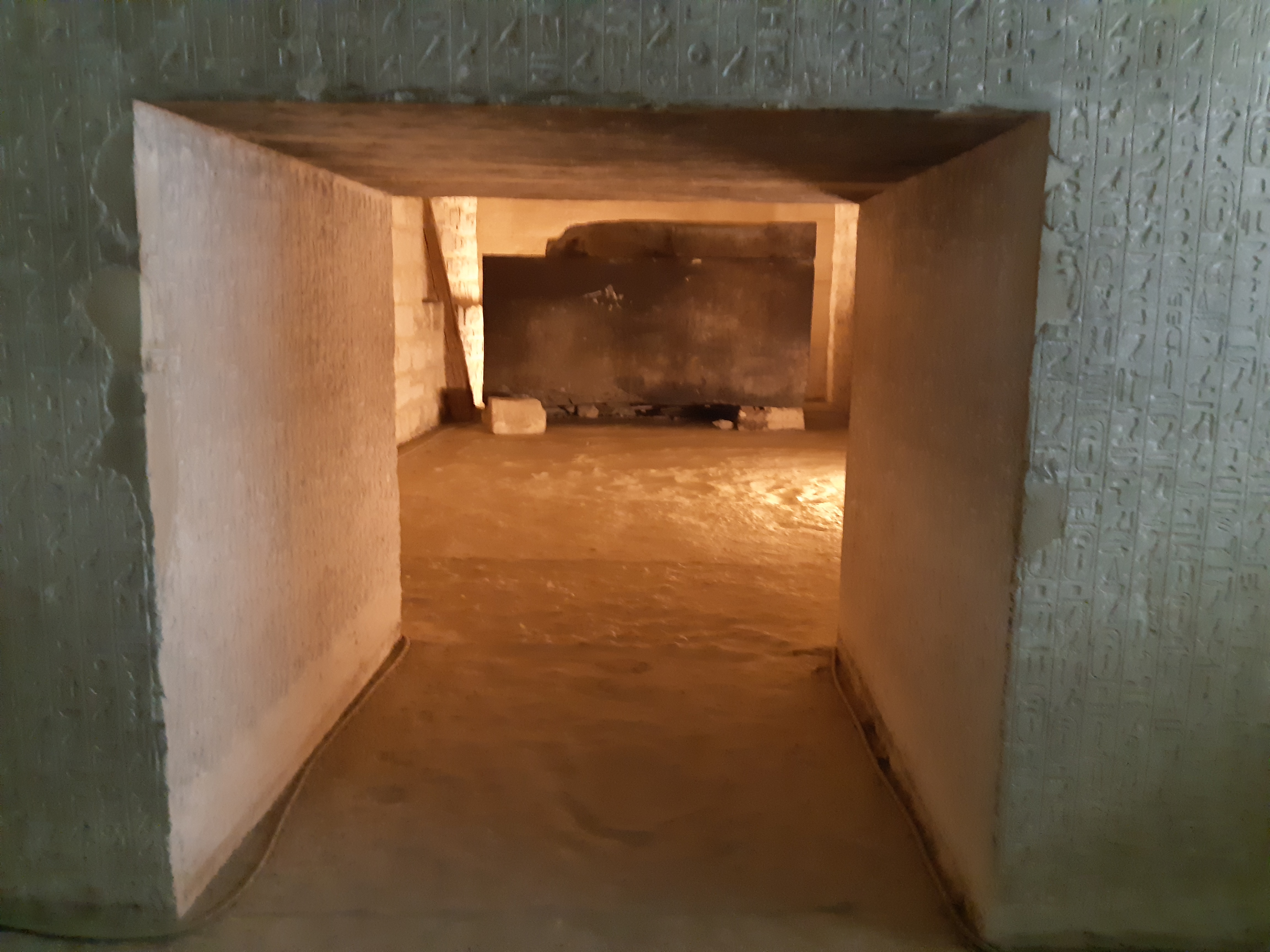
Eingang zur Grabkammer
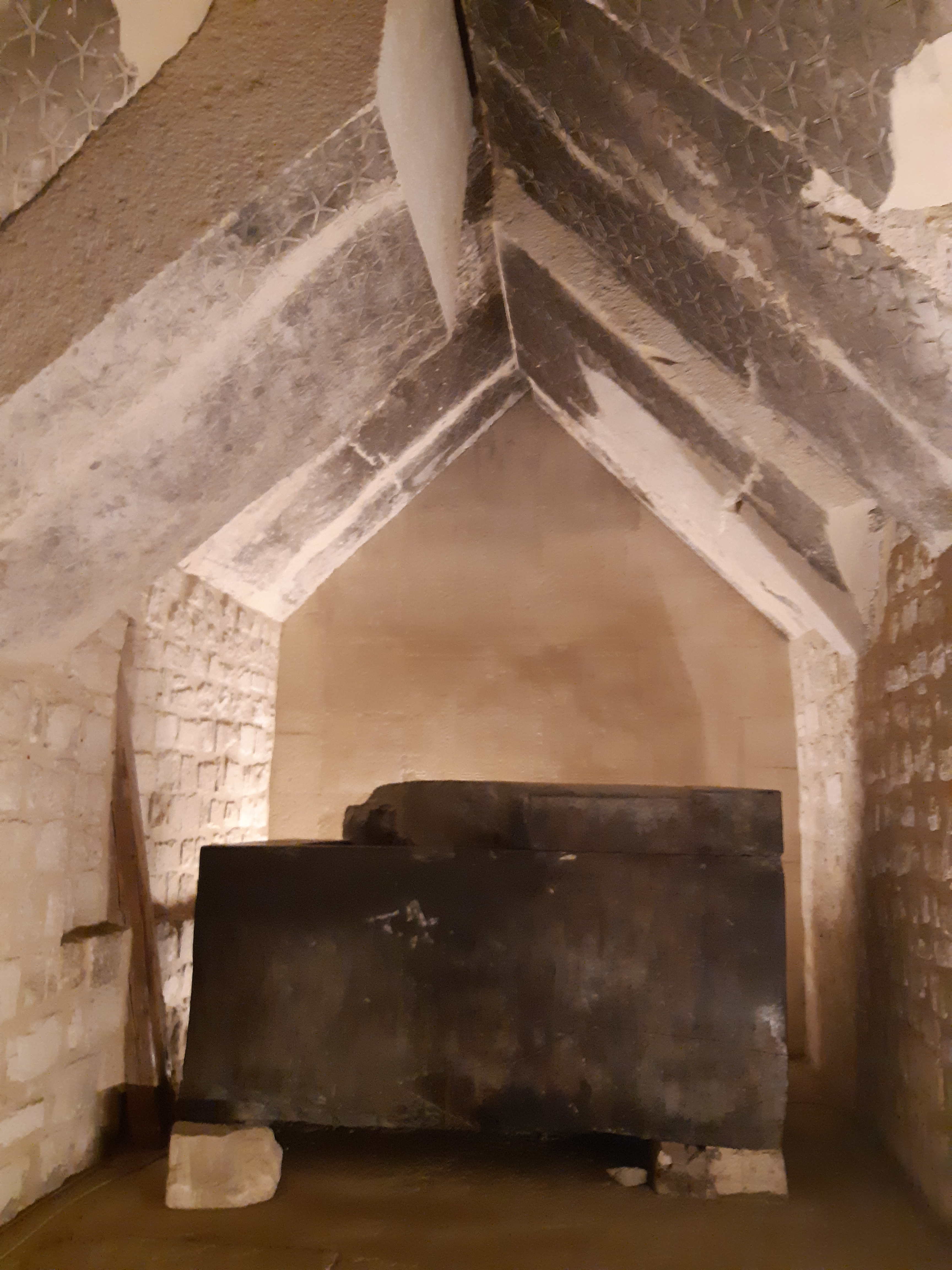
Grabkammer mit Sarkophag im Vordergrund

## Der Pyramidenkomplex

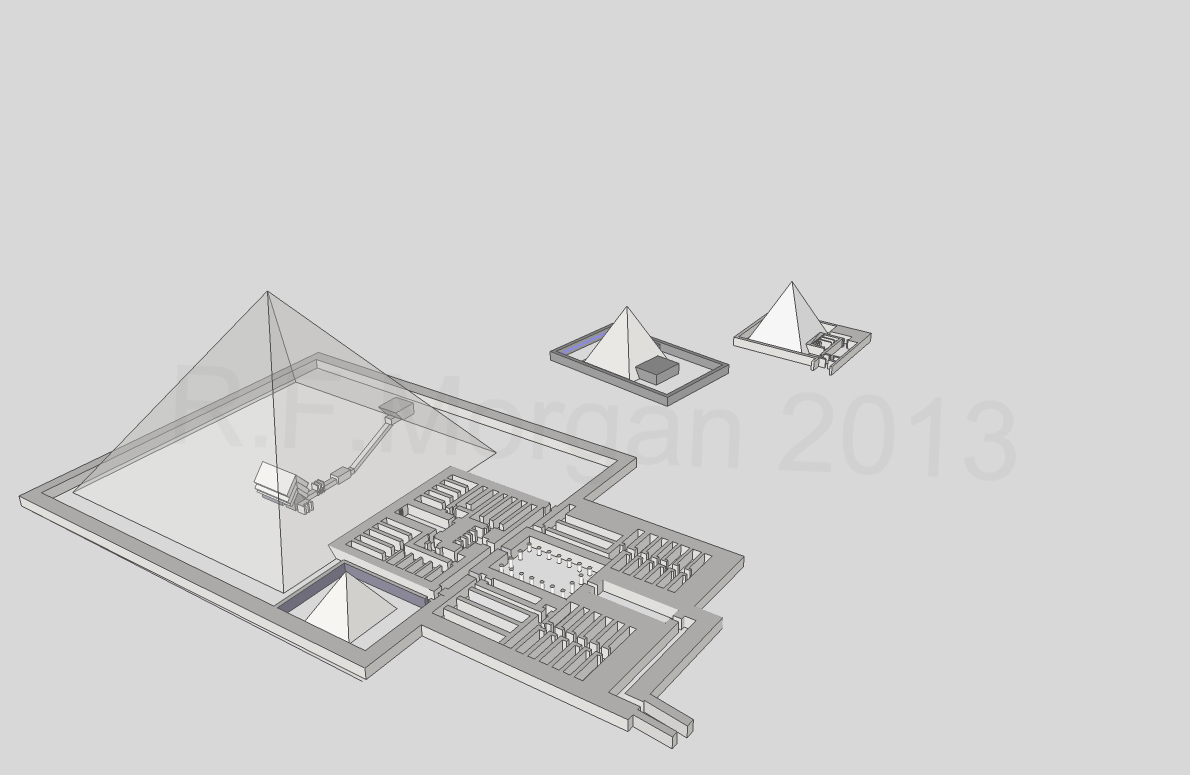
Rekonstruktion des Pyramidenkomplexes des Teti und der Königinnenpyramiden der Iput I. und der Chuit

### Taltempel und Aufweg
Der Taltempel der Teti-Pyramide ist bislang unentdeckt. Der Aufweg wurde durch die Tempelterrassen des Serapeums weitgehend zerstört. Aus der erhaltenen Einmündung in den Totentempel ist aber ersichtlich, dass Taltempel und Aufweg nicht in einer Linie mit dem Totentempel und der Pyramide standen, sondern stark nach Süden versetzt waren. Dies geschah höchstwahrscheinlich, um der Lepsius-XXIX-Pyramide auszuweichen, die mittlerweile mit einiger Sicherheit als Grabmal des Königs Menkauhor identifiziert ist.

### Der Totentempel
Östlich der Pyramide befand sich ein großer Totentempel, von welchem aufgrund von extensivem Steinraub nur noch wenige Überreste vorhanden sind. Südöstlich der Pyramide befindet sich eine kleine Kultpyramide, welche gemeinsam mit der Hauptpyramide und dem inneren Teil des Totentempels von einer Umfassungsmauer umgeben war.

### Die Königinnenpyramiden
Nordöstlich des Komplexes befinden sich die Überreste zweier kleinerer Pyramiden, welche den königlichen Gemahlinnen Iput I. und Chuit zugeschrieben werden. Im Jahre 2008 wurde eine dritte Königinnenpyramide entdeckt, die vielleicht für Tetis Mutter Seschseschet errichtet worden war. In der Umgebung der Pyramide entwickelte sich im Lauf der Zeit eine bedeutende und dicht bebaute Nekropole. Darunter befinden sich die Mastabas des Mereruka, des Kagemni, Gemniemhat und das Grab des Tjeteti.

### Weitere Bauten im Umfeld der Pyramide
Des Weiteren befanden sich östlich der Pyramide das Anubieion und das Bubasteion aus griechisch-römischer Zeit.